# Bohatyriwka (obwód zaporoski)
Bohatyriwka (ukr. Богатирівка) – wieś na Ukrainie, w obwodzie zaporoskim, w rejonie zaporoskim, w hromadzie Mychajliwka. W 2001 liczyła 1239 mieszkańców, spośród których 932 wskazało jako ojczysty język ukraiński, 299 rosyjski, 1 bułgarski, 3 białoruski, a 4 inny.